# Harpactocrates
Harpactocrates là một chi nhện trong họ Dysderidae.